# Hải An (quận)
Hải An là một quận nội thành cũ thuộc thành phố Hải Phòng, Việt Nam.

## Địa lý
Quận Hải An nằm ở phía đông thành phố Hải Phòng, có vị trí địa lý:
- Phía đông giáp huyện Cát Hải và thị xã Quảng Yên, tỉnh Quảng Ninh
- Phía tây giáp quận Ngô Quyền
- Phía nam giáp quận Dương Kinh và Vịnh Bắc Bộ
- Phía bắc giáp thành phố Thủy Nguyên.

## Hành chính
Quận Hải An có 8 đơn vị hành chính cấp xã trực thuộc, bao gồm 8 phường: Cát Bi, Đằng Lâm, Đằng Hải, Đông Hải 1, Đông Hải 2, Nam Hải, Thành Tô, Tràng Cát.

## Lịch sử
Ngày 16 tháng 12 năm 1901, thống sứ Bắc Kỳ ban hành Nghị định về việc tách một số xã thuộc huyện An Dương ra khỏi tỉnh Phù Liễn (sau đổi thành tỉnh Kiến An) để thành lập ngoại thành Hải Phòng.
Ngày 29 tháng 2 năm 1924, Chính quyền thực dân Pháp bãi bỏ ngoại thành Hải Phòng, trả lại các xã trên cho tỉnh Kiến An để thành lập huyện Hải An.
Ngày 7 tháng 4 năm 1966, Chính phủ ban hành Quyết định số 67-CP về việc thành lập huyện An Hải trên cơ sở hợp nhất huyện Hải An và huyện An Dương.
Ngày 20 tháng 12 năm 2002, Chính phủ ban hành Nghị định số 106/2002/NĐ-CP về việc:
- Thành lập quận Hải An trên cơ sở tách 5 xã: Đằng Lâm, Đằng Hải, Đông Hải, Nam Hải, Tràng Cát thuộc huyện An Hải và phường Cát Bi thuộc quận Ngô Quyền.
- Chuyển 5 xã: Đằng Lâm, Đằng Hải, Đông Hải, Nam Hải, Tràng Cát thành 5 phường có tên tương ứng.

Sau khi thành lập, quận Hải An có 8.838,97 ha diện tích tự nhiên và 69.862 người với 6 đơn vị hành chính trực thuộc, bao gồm 6 phường: Cát Bi, Đằng Lâm, Đằng Hải, Đông Hải, Nam Hải, Tràng Cát.
Ngày 5 tháng 4 năm 2007, Chính phủ ban hành Nghị định số 54/2007/NĐ-CP về việc:
- Chia phường Đông Hải thành phường Đông Hải 1 và phường Đông Hải 2.
- Chia phường Đằng Lâm thành 2 phường: Đằng Lâm và Thành Tô; tách 45,80 ha diện tích tự nhiên với 8.240 người của phường Cát Bi để sát nhập về phường Thành Tô mới thành lập.

Ngày 24 tháng 10 năm 2024, Ủy ban Thường vụ Quốc hội ban hành Nghị quyết số 1232/NQ-UBTVQH15 về việc sắp xếp đơn vị hành chính cấp huyện, cấp xã của thành phố Hải Phòng giai đoạn 2023–2025 (nghị quyết có hiệu lực từ ngày 1 tháng 1 năm 2025). Theo đó:
- Điều chỉnh 7,27 km² diện tích tự nhiên của phường Đông Hải 1 thuộc quận Hải An về xã Thủy Triều thuộc huyện Thủy Nguyên quản lý.
- Sau khi điều chỉnh, quận Hải An có diện tích tự nhiên là 97,64 km² và quy mô dân số là 144.256 người.

Từ đó, quận Hải An có 8 phường như hiện nay.

## Dân số
Quận Hải An có diện tích 103,7 km², dân số năm 2019 là 132.943 người, mật độ dân số đạt 1.282 người/km².
Quận Hải An có diện tích 104,91 km², dân số quy đổi tính đến ngày 31/12/2022 là 138.869 người, mật độ dân số đạt 1.323 người/km².
Quận Hải An có diện tích 97,64 km², dân số quy đổi tính đến ngày 01/01/2025 là 144.256 người, mật độ dân số đạt 1.477 người/km².

## Giao thông

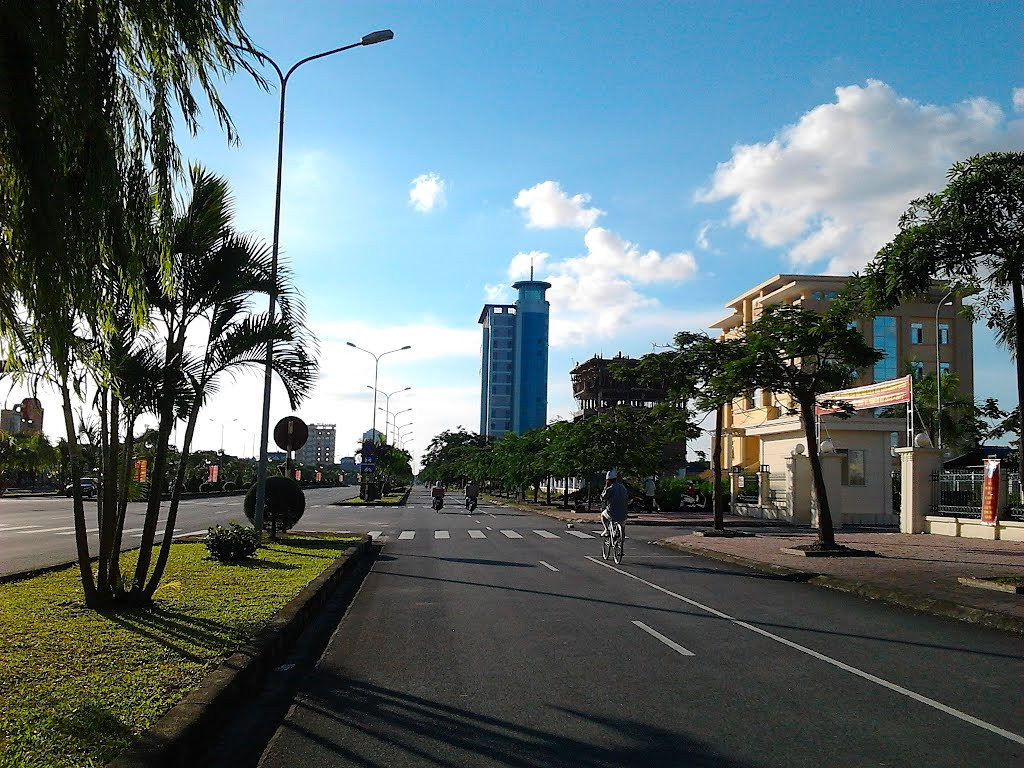
Dòng người lưu thông trên đường Lê Hồng Phong (đoạn thuộc địa phận quận Hải An)

Ngoài ra, Hải An có các đầu mối giao thông quan trọng của thành phố Hải Phòng, bao gồm các tuyến đường bộ, đường thủy, đường sắt và đường hàng không. Địa bàn quận được bao quanh bởi hệ thống sông Lạch Tray, sông Cấm có cửa Nam Triều đổ ra Vịnh Bắc Bộ.
Đây là điểm cuối của tuyến đường cao tốc Hà Nội – Hải Phòng. Trục đường giao thông liên tỉnh quan trọng khác chạy qua địa bàn quận là Quốc lộ 5 nối liền Hà Nội với Hải Phòng. Các tuyến đường trung tâm thành phố chạy đến quận như: Trần Hưng Đạo, Lê Hồng Phong, đường ra đảo Đình Vũ, Cát Bà. Có Cảng Chùa Vẽ, Cảng Cửa Cấm, Cảng Quân sự và một số cảng chuyên dùng khác, Có tuyến đường sắt từ Ga Lạc Viên đến Cảng Chùa Vẽ. Có cảng hàng không quốc tế Cát Bi với năng lực vận chuyển 2 triệu lượt hành khách và gần 12.000 tấn hàng mỗi năm. Đây cũng là một trong những điểm lợi thế của quận cần được chú ý khai thác phục vụ phát triển kinh tế - xã hội của quận.

### Đường phố
- 7 tháng 3
- An Khê
- An Kim Hải
- An Trung
- Bắc Trung Hành
- Bạch Thái Bưởi
- Bảo Phúc
- Bến Láng
- Bình Kiều
- Bùi Thị Từ Nhiên
- Bùi Viện
- Cát Bi
- Cát Khê
- Cát Linh
- Cát Vũ
- Chợ Lũng
- Chùa Vẽ
- Cống Đen
- Đà Nẵng
- Đằng Hải
- Đặng Kinh
- Đình Vũ
- Đoàn Chuẩn
- Đoạn Xá
- Đông An
- Đông Hải
- Đông Mỹ
- Đông Phong
- Đông Trung Hành
- Hạ Đoạn
- Hạ Lũng
- Hàng Tổng
- Hào Khê
- Hoàng Thế Thiện
- Kiều Hạ
- Kiều Sơn
- Lê Đức Thịnh
- Lê Hồng Phong
- Lũng Bắc
- Lũng Đông
- Lương Khê
- Lý Hồng Nhật
- Mạc Đình Phúc
- Mạc Thái Tổ
- Mai Trung Thứ
- Nam Hải
- Nam Hải Đông
- Nam Hòa
- Nam Hùng
- Nam Hưng
- Nam Phong
- Nam Thành
- Nam Trung Hành
- Ngô Gia Tự
- Ngô Hùng
- Nguyễn Bỉnh Khiêm
- Nguyễn Đồn
- Nguyễn Khoa Dục
- Nguyễn Lân
- Nguyễn Thị Thuận
- Nguyễn Thiếp
- Nguyễn Văn Hới
- Nhà Mạc
- Nhà Thờ Xâm Bồ
- Phú Lương
- Phủ Thượng Đoạn
- Phú Xá
- Phương Lưu
- Tân Vũ
- Tây Khê
- Tây Trung Hành
- Thành Tô
- Thống Nhất
- Thư Trung
- Tiền Phong
- Tô Vũ
- Trần Đông
- Trần Hoàn
- Trần Văn Giang
- Trần Văn Lan
- Tràng Cát
- Trung Hành
- Trung Lực
- Từ Lương Xâm
- Văn Cao
- Vĩnh Lưu
- Vườn Hồng